# Rechtsgespräch
Als Rechtsgespräch bezeichnet man den im Rahmen eines Gerichtsverfahrens unternommenen Versuch des Gerichts und der Beteiligten, eine Verständigung zwischen den Parteien herbeizuführen.

## Sinn und Zweck
Generell dient eine mündliche Verhandlung oder, wie sie im Strafprozess genannt wird, eine Hauptverhandlung auch dem Bemühen, den Beteiligten Klarheit über die entscheidungserheblichen Rechtsfragen und die von den Parteien und dem Gericht hierzu eingenommenen Standpunkte zu verschaffen. Durch diese Erörterung der rechtlichen Probleme wird im Idealfall zugleich der Grundstein für eine Verständigung hinsichtlich des Verfahrensausganges gelegt. Die Möglichkeiten hierzu divergieren allerdings innerhalb der verschiedenen Verfahrensarten:

## Anwendungsbereiche

### Zivilprozess
Im Zivilprozess, zu dem in diesem Zusammenhang auch das arbeitsgerichtliche Verfahren zählt, ist das Rechtsgespräch im Sinne einer Erörterung des Sach- und Streitstandes ein sinnvoller Ausgangspunkt für einen Vergleichsvorschlag, den das Gericht den Parteien unterbreiten soll. Beim Arbeitsgericht ist das Rechtsgespräch vor allem in der regelmäßig durchzuführenden Güteverhandlung von Bedeutung.

### Verwaltungsprozess
In den öffentlich-rechtlichen Verfahren, also dem Verwaltungsprozess, dem finanz- und sozialgerichtlichen Verfahren sowie den Streitigkeiten vor den Verfassungsgerichten hat der Vergleich eine geringere Bedeutung als im Zivilrecht, wenngleich er auch hier in Form der sogenannten tatsächlichen Verständigung vorkommt. Das Rechtsgespräch dient hier also weniger der Vorbereitung einer gütlichen Einigung, als vielmehr dem gerade in den sensiblen Bereichen staatlicher Machtausübung wichtigen Bemühen, dem Betroffenen aufzuzeigen, aus welchen Gründen er möglicherweise nicht obsiegen kann und so dem Eindruck der Willkür entgegenzuwirken.

### Strafprozess
Im Strafprozess schließlich nimmt das auf eine Verständigung gerichtete Rechtsgespräch eine Sonderrolle ein: die Verständigung im Strafverfahren, mitunter als „Deal“ bezeichnet, ist schließlich nur unter einigen Einschränkungen zulässig.
Allgemein ist die Strafprozessordnung vergleichsfeindlich ausgestaltet: der Prozess darf sich nicht zu einem „Handel mit der Gerechtigkeit“ entwickeln. Dennoch hat die Rechtsprechung des Bundesgerichtshofs die Verständigung im Strafverfahren für zulässig erklärt, wenn unter anderem ausschließlich der Strafausspruch zur Erörterung gestellt wird, dem Angeklagten keine verfahrensfremden Leistungen abverlangt werden und die Verfahrensbeteiligten sich mit der Absprache nicht zugleich verpflichten, auf Rechtsmittel gegen das ergehende Urteil zu verzichten.
 Die Erörterungen über eine derartige Verständigung werden im forensischen Alltag gleichfalls als Rechtsgespräch bezeichnet.

## Richterliche Hinweise
Im Rechtsgespräch greift die gerichtliche Hinweispflicht ein, § 139 ZPO, die nach allgemeiner Auffassung gegenüber Naturparteien strenger gefasst ist als bei solchen, die durch einen juristisch gebildeten Prozessbevollmächtigten, insbesondere durch einen Rechtsanwalt, vertreten sind. Rechtsanwälte nehmen im Regelfall die Funktion einer Schnittstelle wahr, die zwischen Richtern und Bürgern vermittelt.